# Габор Дойко
Габор Дойко (угор. Dayka Gábor, 21 березня 1769 Мішкольц — 20 жовтень 1796, Ужгород) — угорський поет.

## Життєпис
Народився в родині шевця. У 2-річному віці залишився сиротою. Вступив в церковно-приходську школу в Мішкольці. На здатного і талановитого хлопчика звернули увагу священики-викладачі, які взяли його на повне забезпечення в монастир в Егері. Після закінчення школи Г. Дойко приймає рішення стати священиком і поступає в духовну семінарію в Пешті.
Під час навчання познайомився з ідеями Просвітництва. У 1791 році, незадовго до висвячення через конфлікт, що виник з керівництвом, був звинувачений в єресі і релігійній нетерпимості, і залишив семінарію.
Отримав посаду вчителя початкових класів гімназії в м Левоча (нині Словаччина). Потім бере участь в конкурсі на заміщення посади викладача в ужгородській гімназії ім. Другета і виграє його. Восени 1795 році переселяється з сім'єю в Ужгород.

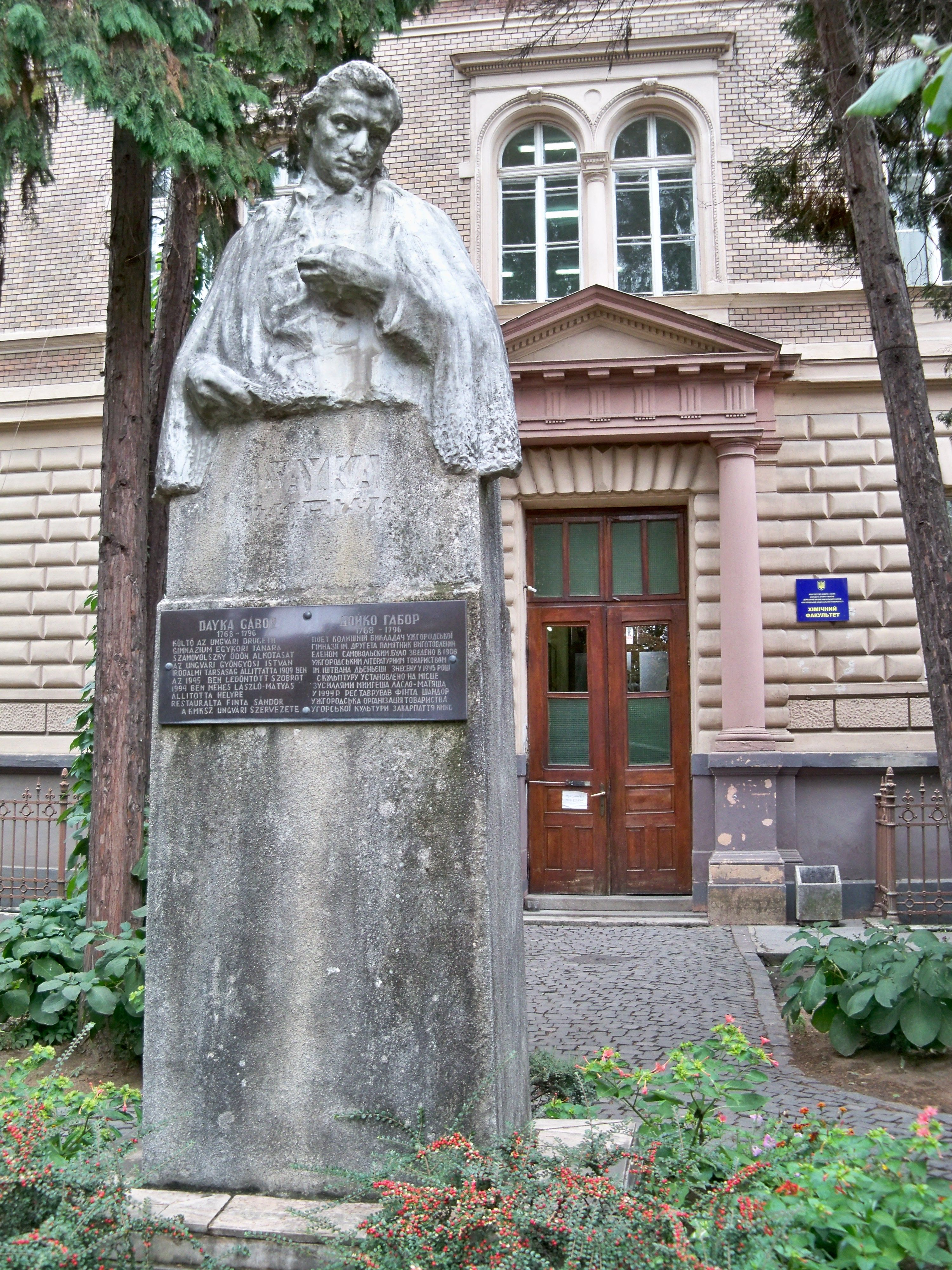
Пам'ятник Габору Дойку в Ужгороді

Викладав в Ужгородській гімназії Дойко недовго через загострення захворювання на туберкульоз.
Помер 20 жовтня 1796 року. Похований в Ужгороді на вершині гори Кальварія.

## Творчість
Габор Дойко — один з найвідоміших угорських поетів XVIII століття.
Складав, в основному, любовну лірику, повну емоцій і ідилії, а також сентиментальні вірші. Відмінно володів латиною, грецькою, німецькою, італійською, словацькою мовами, знав іврит, розумів англійську мову, писав вірші, перекладав з французької. У 1790 році після перекладу деяких творів Овідія познайомився, а потім подружився з поетом Ф. Казінці.
Твори Дойко Габора через п'ять років після його смерті почав збирати його друг, угорський поет і літературознавець Ференц Казінці. У колег і друзів поета йому вдалося зібрати близько 50-и віршів Дойко. У 1813 році був виданий збірник поезії Габора Дойко.